# Weimarer Fürstengruft

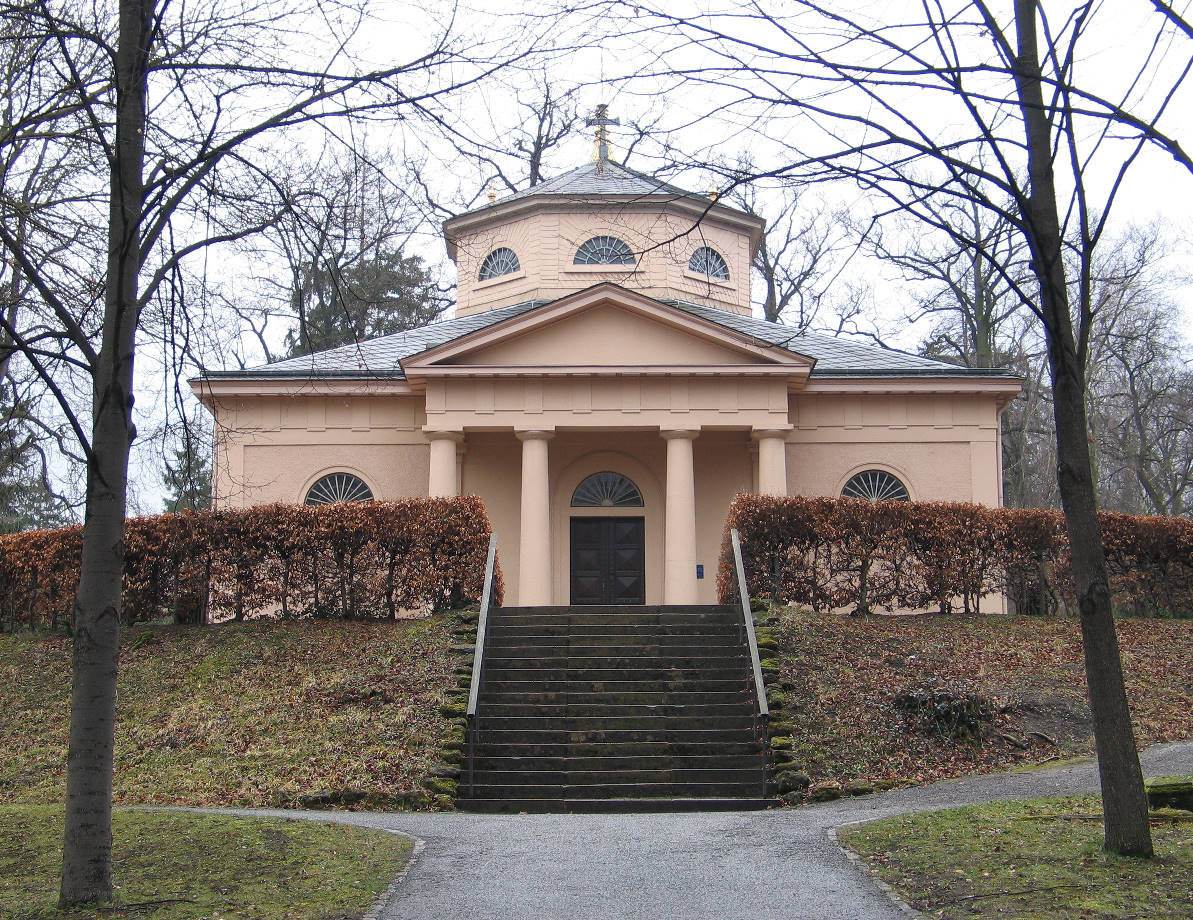
De vorstelijke begraafplaats Weimar, noordzijde.

De Weimarer Fürstengruft is de vorstelijke begraafplaats van de groothertogen van Sachsen-Weimar-Eisenach in het Duitse Weimar. Sinds 1998 behoort ze (samen met 11 andere sites van klassiek Weimar) tot het Unesco-Werelderfgoed.
De begraafplaats werd tussen 1823 en 1826 gebouwd. In de begraafplaats zijn onder andere de resten van Goethe en Schiller bijgezet. 
Sinds bij onderzoek in 2008 bleek dat de resten van Schiller niet authentiek zijn, is diens tombe leeg.